# Tub fotoconductor
Element d'una càmera de televisió que modifica la seva resistència en funció de la intensitat que reb i que condueix el corrent elèctric en ser exposat a la llum. El sistema de lents enfoca la escena sobre el mosaic que és, al mateix temps, explorat pel feix d'electrons procedents del canó. El material fotoconductiu presenta una resistència molt alta quan la intensitat lluminosa que incideix sobre ell és petita i una resistència molt baixa quan l'incideix una alta lluminositat.
La capa fotoconductora pot considerar-se composta per un gran nombre d'elements resistius a través dels que es produeix una capacitat al prendre, per una banda, el material fotoconductiu i, per l'altra, a la pel·lícula fotoconductiva. El mosaic pot considerar-se com un conjunt de resistències amb un condensador en paral·lel amb cada una d'aquestes resistències. Un extrem de tot aquest conjunt és l'elèctrode comú del mosaic (que té una carga positiva) i l'altre extrem és un circuit obert que es tancarà quan, sobre cada punt, incideixi el feix d'electrons (carga negativa). Un dels avantatges del tub fotoconductor és que pot treballar sota nivells d'il·luminació molt baixos.
Els primitius tubs han evolucionat i, en la televisió professional actual, s'utilitzen tubs més perfeccionats.

## Característiques
El seu funcionament es basa en l' efecte fotoelèctric . Un fotoconductor o LDR està fet d'un semiconductor d'alta resistència com el sulfur de cadmi. Si la llum que incideix en el dispositiu és d'alta freqüència , els fotons són absorbits per les elasticitats del semiconductor donant als electrons la suficient energia per saltar la banda de conducció . L'electró lliure que resulta, i el seu buit associat, condueixen l'electricitat de tal manera que disminueix la resistència . Els valors típics varien entre 1 MΩ, o més en la foscor i 100 Ω amb llum brillant.
Les cèl·lules de sulfur del cadmi es basen en la capacitat del cadmi de variar la seva resistència segons la quantitat de llum que incideix en la cèl·lula. Com més llum incideix, més baixa és la resistència. Les cèl·lules són també capaces de reaccionar a una àmplia gamma de freqüències, incloent infraroig (IR), llum visible, i ultraviolada (UV).
La variació del valor de la resistència té un cert retard, que és diferent si es passa de fosc a il·luminat o d'il·luminat a fosc. Això limita a no utilitzar els fotoconductors en aplicacions en què el senyal lluminós varia amb rapidesa. El temps de resposta típic d'un tub fotoconductor està en l'ordre d'una dècima de segon. Aquesta lentitud dona avantatge en algunes aplicacions, ja que es filtren variacions ràpides d'il·luminació que podrien fer inestable un sensor.
Els tubs fotoconductors poden trobar-se en molts articles de consum, com per exemple en càmeres , mesuradors de llum, rellotges amb ràdio, alarmes de seguretat o sistemes d'encesa i apagada de l'enllumenat de carrers. També es fabriquen fotoconductors de Ge : Cu que funcionen dins de la gamma més baixa " radiació infraroja ".